# 光照派

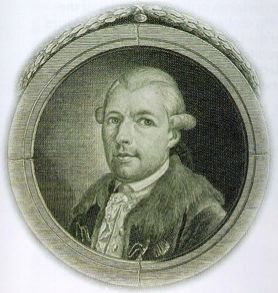
亞當·魏斯豪普特，巴伐利亚光明会的創始人

光明會是1776年5月1日啟蒙運動时成立于巴伐利亚的一个秘密组织。该组织经常被各种阴谋论指控参与控制全世界的事務，透過掌握货币发行权、策劃历史事件，並安插政府和企業中的代理人，以獲得政治權力和影響力，最終建立一個「新世界秩序」。

## 发展历程

### 词源
“光明會”的拉丁語字面意思就是“受過特別啟示的人”。

### 起源
其组织源头最早可追溯到中世纪的一些諾斯底教派（包括发源自巴比伦的摩尼教的影响），如：14世纪产生于拜占庭帝国的“赫西卡派”（Hêsukhia）；15世纪西班牙加尔默罗会和方济各会修士中的“阿隆白郎陶斯派”（Alumbrodos）。
巴伐利亞王國因戈爾施塔特大學的實踐哲學教授亞當·魏斯豪普特宣傳啟蒙主義的人類倫理的完成可能說（Perfektibilismus），1776年5月1日創建「完全可能性主義者之會」，同年改稱巴伐利亞光明會。

### 转型
1780年德国貴族、共濟會員阿道夫·克尼格的加入給社團帶來新變化。他開始將光明會體系引入共濟會，擴大在共濟會中的影響。此時德國共濟會的聖殿騎士體系已經式微，在1782年召開的威斯巴登共濟會大會上最終被廢除，而科尼格和一些光明兄弟會領袖則取代玫瑰十字團在新的共濟會體系中獲得領導地位。
光明兄弟会此时仿照共济会组织结构进行改组，核心领导机构称作阿瑞斯圣山（Areopag），由魏斯豪普特和科尼格等社团领袖组成。此后，越来越多的共济会员开始加入光明兄弟会，包括很多贵族，如黑森亲王Karl von Hessen-Kassel，普鲁士将军斐迪南，萨克森-魏玛伯爵卡尔·奥古斯特。
而科尼格看到自己的努力並沒有得到什麼回報，就開始抱怨，並威脅將兄弟會秘密宣揚出去。此事加重懷斯豪普特的憂慮，因為像魏瑪伯爵和歌德的加入似乎有探查的目的。當時光明兄弟會的成員總共有2,000人左右，其中33%是共濟會員，主要分佈在巴伐利亞和圖靈根的魏瑪等地。會員成份有貴族、手工業者和商人，其中3/4是政府官員，達到巴伐利亞政府官員總數的10%，這與社團消滅集權政府的滲透計畫有關。

### 毁灭
1784年光明兄弟会在魏玛召开会议，决定组建新的阿瑞斯圣山，将科尼格驱逐出会。然而同一年，光明兄弟会面临更大的危机。7月22日巴伐利亚选帝侯卡爾·泰奧多爾颁布社团禁令，禁止一切秘密社团。
1785年3月2日的新版法令中则指名光明兄弟会和共济会有叛国和异教罪行，令行禁止。斯代尔贝格伯爵Graf Stolberg-Roßla就因此被吊销贵族头衔。
1787年8月16日当局又颁发更为严厉的法令，任何加入共济会和光明兄弟会者都将被处死刑。禁令似乎起到作用，此后光明会便消失，怀斯豪普特则逃到图林根州躲藏起来。禁令也在德国引起恐慌，人们开始对秘密社团非常敏感，特别是1789年法国大革命的爆发使各地政府风声鹤唳。
羅馬教廷於1817年同普魯士、1821年同巴伐利亞先後簽訂協定，共同鎮壓光明会，光明会也成为欧洲秘密社团中最著名的阴谋论代表之一。

## 与共济会的关系
從目前史料看，光明會與共濟會是互相獨立的組織，雖然成員有交叉，一些思想和價值取向一致，但兩者並非屬於同一體系。共濟會更類似一種宗教組織，偏重于教義和秘儀。而光明會則是政治組織，有獨立的政治理想和行動綱領。光明會在後期對德國共濟會產生很大影響，但兩者並未合併。光明兄弟會成為西方秘密會社中最為著名也是最為卓著的。
美國70年代的驚悚小說《光明會三部曲》認為懷斯豪普特在光明會被解散後來到美國，秘密謀殺華盛頓並取而代之。這部小說影響許多人，如美國驚悚小說家丹·布朗的《天使與魔鬼》，德文版即為《光明會》（Illuminati），描述光明會與梵蒂岡教廷的殊死鬥爭。
共濟會被認為是光明會幕後的主導，是33度共濟會大師（33°會員是共濟會宗教研究級別會員資格、榮譽會員）的精英圈子，甚至提示光明會是為一些想要征服人類的邪惡外星人所工作的，比如“蜥蜴人”、“小灰人”等等。這些理論都認為光明會操縱著當今歐美等國的金融、政治軍事與娛樂界等領域，並且有一個人口削減計畫，消滅有色人種，然後建立一個世界統一政府，以達到完全統治世界的目的（「新世界秩序」）。

## 相关陰謀论
有一些學者主张，光明會是一個極其危險、邪惡的秘密組織，主導「新世界秩序」。例如美國企業家帕特·羅伯遜在1991年寫的暢銷書《新世界秩序》中的第177頁寫道：「世界上存在一個陰謀，它是透過共濟會、秘密的光明會、美國外交關係協會、三邊委員會和猶太銀行家組織而成的菁英集團策畫執行的。」。加拿大陰謀理論家威廉·卡爾表示，美國民間和基督教右派的鼓動者越來越相信共濟會、光明會和猶太人正在謀劃全球性的陰謀。蘇格蘭物理學家約翰·羅賓森和法國耶穌會教士奧古斯丁·巴里埃爾推論光明會在遭受皇室鎮壓後，實施報復行動，成為法國大革命和恐怖統治背後的策劃者。他們企圖秘密在歐洲和世界各個地方製造革命浪潮，組織激進主義啟蒙運動 — 大量散播反教权主义、反君主主義和原女性主義的觀念，企圖推翻各國現有的統治階級，並在1848年製造「人民之春」，導致歐洲各國爆發一系列武裝革命、各國君主與皇室貴族的體制動盪，許多統治階級被推翻、逃亡或被迫接受憲法。
英國歷史修正主義學家內斯塔·海倫·韋伯斯特和美國社交名流伊迪絲·斯塔爾·米勒，不僅普及光明會陰謀的神話，並表示光明會是一個顛覆性的秘密組織，服務於猶太菁英，並且支持金融資本主義和蘇聯共產主義，最終目的是分裂和統治這個世界。一些美國大學中的兄弟會（如耶魯大學的骷髏會 ）、紳士俱樂部（如波希米亞俱樂部）和智庫（如美國外交關係協會、三邊委員會）都是美國上層階級的掩護機構和傀儡組織。他們指責這些社會政治菁英陰謀組織一個世界政府，來推動「新世界秩序」的議程。
美國作家米爾頓·威廉·庫珀將光明會描述為一個國際神秘組織，由畢德堡俱樂部控制，並與共濟會、哥倫布騎士會、骷髏會以及其他組織合作，最終目的是建立一個「新世界秩序」的政府。美國電影導演麥倫·柯瑞佛·費根和美國活動家麥克·戴斯認為，光明會已經控制整個世界，而且各種重大的歷史事件都是光明會造成的。例如法國大革命、滑鐵盧戰役和甘迺迪遇刺案，並且光明會多年來都有進行撒旦教儀式的惡行。美國作家米爾頓·威廉·庫珀表示，光明會為了自己的利益而積極與外星人合作。美國總統約翰·甘迺迪因為試圖曝光外星人接管地球的過程，成為光明會暗殺他的主因。
由於「新世界秩序」和光明會的象徵主義是重疊的 — 包括金字塔的形象、方尖碑、全視之眼、荷魯斯之眼、惡魔巴風特、山羊、帝王斑蝶、扭曲的十字架、黑太陽、閃電、貓頭鷹、蛇、倒五角星和獸名數目，因此有許多使用這些符號的流行藝術家經常被懷疑與光明會有關係，作為改變大眾潛意識的工具之一。例如碧昂絲·諾利斯、Jay Z、阿姆、50 Cent、蕾哈娜、吹牛老爹、DJ哈立德、T-Pain、席亞拉、肯伊·威斯特、小韋恩、女神卡卡和瑪丹娜。吐派克·夏庫爾和麥可·傑克森的突然死亡也經常被認為是光明會造成。
《錫安長老會紀要》在書中寫道：「必須透過共濟會和光明會實行決議，在任何層面上都不得與這兩個秘密組織剝離，以免人類發現猶太人的核心」。英國修正主義歷史學家內斯塔·海倫·韋伯斯特認為，有一個古老的神秘陰謀 — 由諾斯底教派構思，並交給他們所謂的秘法家繼承人（例如卡巴拉、卡特里派、聖殿騎士、赫密士主義者、玫瑰十字會、共濟會）最終由光明會傳承。這個一脈相承的古老體系試圖顛覆西方世界的猶太 - 基督教傳統基礎，並透過一個世界性的宗教來實施「新世界秩序」，讓人類以帝王崇拜意識信奉敵基督。
2002年1月，美國國防部轄下的國防高等研究計劃署成立整體情報識別辦公室，它的標誌是「一個金字塔上的全視之眼監視著整顆地球」，一些陰謀論者認為，這是光明會自18世紀以來依舊完好的存在、且活躍於美國政府進行「新世界秩序」陰謀的鐵證。美國作家倫納德·霍羅威茨博士在《音樂崇拜控制論》文章中表示，他懷疑洛克菲勒家族和光明會可能陰謀汙染所有音樂，以便控制公眾的精神意識。
2013年4月25日，《滾石》雜誌的專欄作家馬特·泰比在一篇調查報導中寫道：「世界各地的陰謀論者，所有相信羅斯柴爾德家族、共濟會和光明會正在幕後操控這個世界的人們，我們這些懷疑論者欠你們一個道歉。你們是對的，真正的玩家名單或許有點不同，但你們的觀點基本上是正確的 — 『這個世界是一場被操縱的遊戲』。然而，這個問題沒有得到應有關注度的唯一原因是，它的規模是如此巨大，以致於普通老百姓完全無法看清全貌」。

## 註解
1. ↑  如法國大革命、滑鐵盧戰役和美國總統甘迺迪遇刺案
2. ↑  期間決定將總部遷至德國的美因河畔法兰克福